# 阿部四郎
阿部 四郎（あべ しろう、1940年7月28日 - 2017年4月25日）は、日本の実業家・プロレスのレフェリーである。
『悪徳レフェリー』および『極悪レフェリー』としてプロレス界に一時代を築き、バラエティー番組などにもゲスト出演していた。

## 経歴
福島県の出身。東村山市で芸能プロダクションである『大和プロモーション』を運営し、併せて江古田駅前でスナックを経営する。北島音楽事務所や、全日本女子プロレスの興行にプロモーターとして関わっていた。その際、北島三郎にはとても可愛がられていたという。
1970年代から全女のレフェリーを兼任し、全日本女子プロレスの試合を放送していたフジテレビの人気番組「オレたちひょうきん族」の1コーナーである「ひょうきんプロレスアワー」のごく初期にも、レフェリー兼リングアナウンサー役を務めている。
1980年代の始めに、デビル雅美が率いたヒール軍団「ブラック・デビル」の末期に阿部は突如としてデビル軍団側に肩入れをし始め、不公正で卑怯かつ悪質極まり無いレフェリングを行った。
これに対し植田信治コミッショナーは凶器使用禁止令を下すと共に、阿部に対しても暫くの間出場停止と同時に減給処分を言い渡している。
その後、凶器使用禁止令を遵守するデビル雅美と、今後も凶器使用に関してこだわりを持ち続けるダンプ松本、マスクド・ユウとの間で対立が表面化する。これに業を煮やしたデビルは、遂に軍団解散を宣言するに至った。その後デビルは山崎五紀を帯同してベビーフェイス寄りだったが、後に一匹狼への道を歩んでいる。
デビル雅美と対立して謀反する形となったダンプ松本とクレーン・ユウの2人が、新たにヒール軍団「極悪同盟」を結成する。これまでデビル雅美についていた阿部は「これまでダンプは下積みを強いられて来たんだし、可哀想だと思ったからさ。今度はダンプの方に協力するよ」と、今度は極悪同盟側に加担する様になった。
以降は度重なるコミッショナーへの注意・警告を受けながらも、以下の通りに阿部四郎は極悪同盟に対して加担を継続し続けた。
- 極悪同盟側が再三に渡って行う反則行為を、一切見ていなかったことにして黙認する。タッグマッチでは、反則を指摘してそれを注意する選手に対し、理不尽で不可解な反則カウントを取ったり、その間に「死角」となる対角線のコーナーで、反則攻撃を延々と継続させる。
- 寝技でサードロープにエスケープした選手に対し、自分も寝転がって選手目線でギブアップの意思を確認しつつ、同時に選手の足を軽く蹴ってロープから外してしまう。
- 極悪同盟側がフォールされた時は、仕方なくという態度でカウント体勢に入り、非常に遅い速度でマットを叩き、「フォール、ワンッ・ツウゥ?」とのんびりとした調子でカウントする。そもそもカウント体勢にもかかわらず極悪側のセコンドに注意を促したり、わざと反則カウントを取るなどの行為でフォールカウントを行わないことすらある。
- 逆に極悪同盟側がフォールに入った場合は、打って変わって素早くカウントを取りに行き、非常に速いスピードでマットを叩き「フォール！ワン・ツゥー！」とテキパキと数える超高速度のカウントを行い、フォールを取ってしまう。この余りにも速過ぎるカウントにベビーフェイス側から「速いんだよ、カウントが！」と、非難を浴びることもあった。

など、極悪同盟に対し徹底的に特別扱い・差別・贔屓をするという一つの名人芸・職人技ともいえる極悪非道レフェリングぶりを展開し、更には極悪同盟とお揃いのコスチュームで一緒に現れる悪徳レフェリーとして、当時人気絶頂期にあったクラッシュギャルズを始めとするベビーフェイス勢を長年にわたって苦しめた。また会場のクラッシュファンからも怒号・罵声や「帰れコール」を浴びせられ、物を投げつけられたりもした。
ただ、リング上ではファンのヒートを買っていた阿部であったが、周囲の関係者によるとリングを離れたときの素顔は全くの別人だったという。阿部の死後のインタビューでダンプ松本は「優しくて、人柄は最高だった」、ブル中野は「本当に優しい方でした」とそれぞれ語り、選手時代の宿敵でもあった長与千種は、阿部の死を聞かされた時はショックのあまり絶句したという。
長年の親友同士であったダンプ松本は「阿部ちゃんって今でも私にとっては、大切な仲間の1人なんですよね」と自身のブログ内やインタビューなどで語っており、
信頼し合っていた。
阿部四郎の悪行で余りにも卑劣過ぎるレフェリングぶりに対して、実況席から痛烈に批判し続けたアナウンサーの志生野温夫とは旧知の仲であり、古い付き合い同士であった。
「めちゃ×2イケてるッ!」の「格闘女神MECHA」コーナーで、岡村隆史が「阿部四郎」に扮するレフェリーである『岡村四郎』のモデルにもなっている。また同コーナーでの極楽とんぼが扮する「極楽同盟」と現役女子プロレスラーとのタッグ対決では本人が登場して、当時と変わらぬ極楽同盟贔屓のレフェリングを披露していた。
晩年はIWAジャパンを主戦場としていた。日刊ゲンダイのインタビュー「あの人は今、こうしている」では、レフェリーとしてギャラの支払いをほとんど受けていなかったという点や、松永兄弟に対して巨額の売掛金があったが、それを曖昧にされたまま結局未収になったのみならず、全日本女子プロレスに残された借金の保証人になっていたのもあり、結局2008年付けで東村山市にある自宅を差し押さえられてしまったことなどをインタビューで告白し、痛烈に批判している。
ZERO1-MAXのメインレフェリーを務めた阿部信輔は実の息子で、父とは異なり公平で正統派なレフェリングである。
2009年7月9日、新宿FACEで行われた「NOSAWA-BON-BA-YE 5」の、クラッシュギャルズ25周年メモリアルマッチ・長与みのる＆ライオネス高山VSダンプ菊＆ブル坂井の試合をもってレフェリーを引退し、その後は芸能プロダクションと並行して立川駅前で再びスナックを経営していた。
また故郷・福島県でプロモーターをしていた関係で、レフェリー引退後も2012年1月8日のブル中野引退興行（TDCホール）、2014年3月22日の長与千種プロデュース興行（大田区総合体育館）に参加し、可変速カウントなど悪役贔屓のレフェリングを披露していた。
2014年5月31日放送の「めちゃイケ」では、9年ぶりに行われた『めちゃ日本女子プロレス』のメインイベントである新・極楽同盟の試合で、久々にレフェリーとして登場している。
同じ時期にWNCのソフト今井が阿部に弟子入りし、以降はREINAにおけるダンプや堀田祐美子らの試合で、師匠を彷彿とさせる悪徳非道レフェリーぶりを発揮している。
2017年4月25日午前、肺炎のため死去した。76歳没。
一般社団法人映像コンテンツ権利処理機構においては不明権利者とされている。